# Andreas Musil

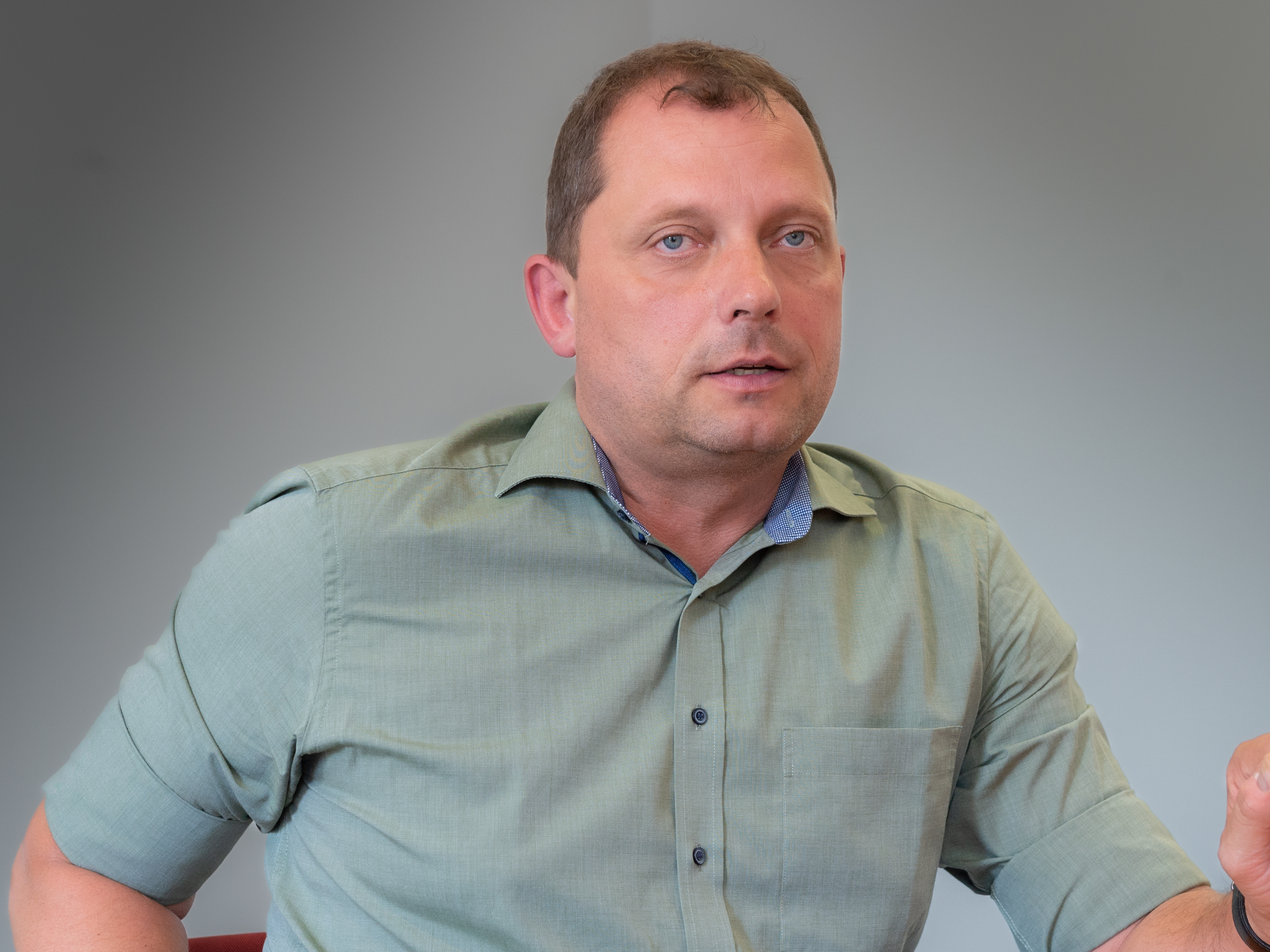
Andreas Musil (2018)

Andreas Musil (* 23. Juli 1971 in Groß-Gerau; † 17. Juni 2022 in Potsdam) war ein deutscher Rechtswissenschaftler. Er war als Professor für Öffentliches Recht, insbesondere Verwaltungs- und Steuerrecht, an der juristischen Fakultät der Universität Potsdam tätig.

## Leben

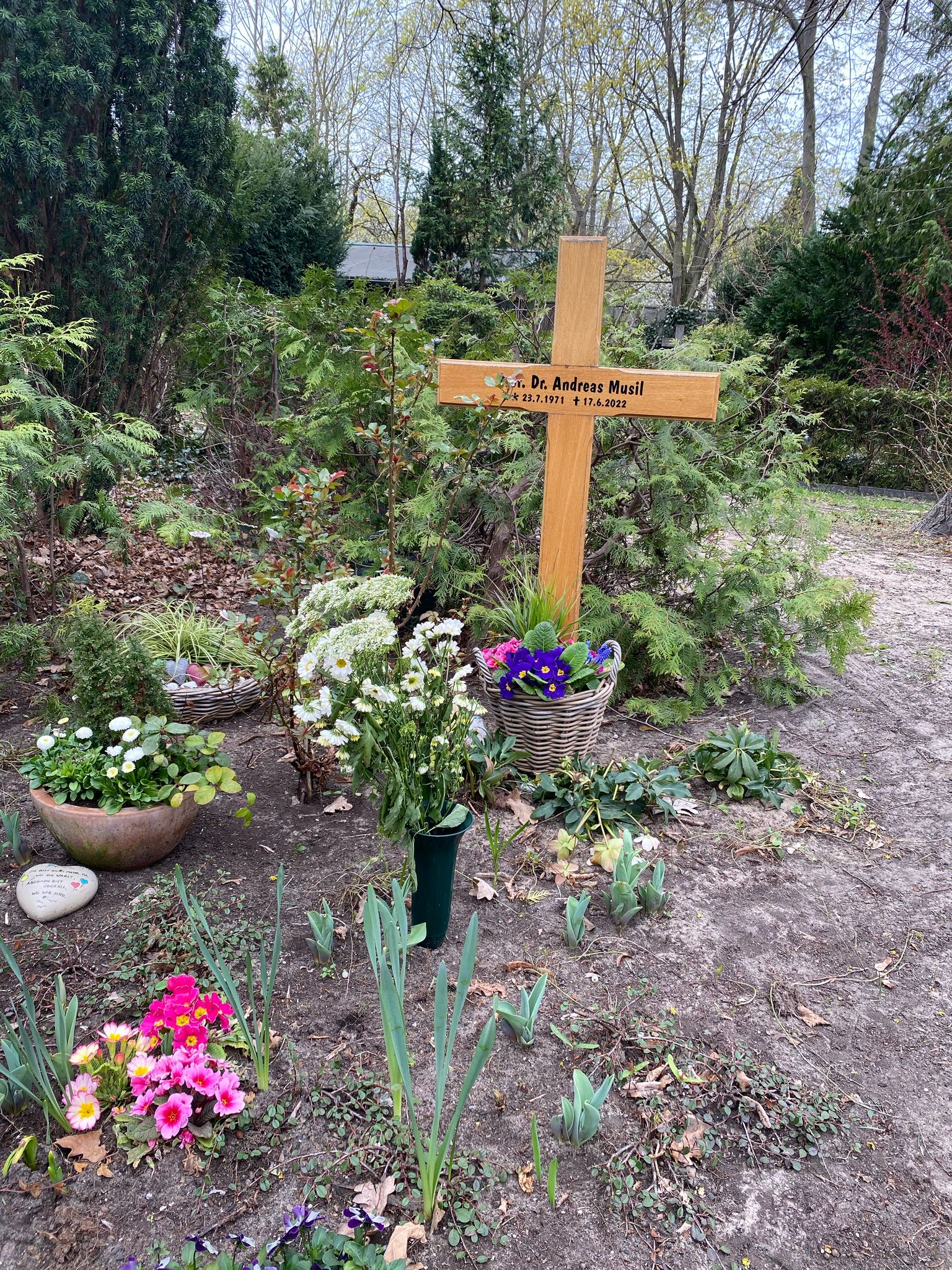
Grabstätte

Sein Abitur machte Musil  an der Max-Planck-Schule in Groß-Umstadt. Danach absolvierte er das Studium der Rechtswissenschaft an der Freien Universität Berlin (1992–1997). Während dieser Zeit war er Stipendiat der Studienstiftung des deutschen Volkes. Das Erste Juristische Staatsexamen legte er 1997 in Berlin ab. Andreas Musil promovierte 1999 am Fachbereich Rechtswissenschaft der Freien Universität Berlin mit dem Thema Deutsches Treaty Overriding und seine Vereinbarkeit mit Europäischem Gemeinschaftsrecht. Von 1999 bis 2001 war er Referendar am Kammergericht Berlin.
Von 1998 bis 2007 war Andreas Musil als wissenschaftlicher Assistent am Lehrstuhl für Staats-, Verwaltungs- und Steuerrecht von Markus Heintzen an der Freien Universität Berlin tätig, wo er sich im Januar 2005 habilitierte. Das Thema der Habilitationsschrift lautet Wettbewerb in der staatlichen Verwaltung. Mit dem Sommersemester 2007 wurde Musil Inhaber des Lehrstuhls für Öffentliches Recht, insbesondere Verwaltungs- und Steuerrecht, an der Universität Potsdam. Von 2011 bis 2020 war er zudem Richter am Oberverwaltungsgericht Berlin-Brandenburg. Im Mai 2012 wurde er zum Vizepräsidenten der Universität Potsdam für Lehre und Studium gewählt.
Musil war verheiratet mit der Illustratorin Ulrike Barth-Musil und Vater zweier Kinder. Seine letzte Ruhestätte fand er auf dem Friedhof am Plantagenplatz in Babelsberg.